# República Dominicana nos Jogos Pan-Americanos de 1979
A República Dominicana competiu nos Jogos Pan-Americanos de 1979 em San Juan, Porto Rico, de 1 a 15 de julho de 1979. Conquistou quinze medalhas nesta edição.